# Plawres Sanshiro
Plawres Sanshiro (яп. プラレス3四郎 Пурарэсу Сансиро:) — манга, автором и иллюстратором которой является Дзиро Гю. Публиковалась издательством Akita Shoten в журнале Shonen Champion с 6 августа 1982 года по 3 мая 1985 года. Одноимённая аниме-адаптация была выпущена студиями Asatsu DK, Kaname Production, Toho и транслировалась по телеканалу TBS с 5 июня 1983 года по 26 февраля 1984 года. Всего выпущено 37 серий аниме. Вместе с выпуском сериала разными компаниями стали выпускаться серии игрушек, которые всё ещё доступны для продажи.

## Сюжет
Сюжет разворачивается вокруг молодого парня по имени Сансиро Сугата и его маленького супер-робота (интегральная схема) по имени Дзюомару. Сансиро принимает участие в особых робо-турнирах, известных, как «пларестлинги», где миниатюрные роботы (до 30 сантиметров), должны сражаться между собой, победа зависит от того, на сколько качественным и эффективным окажется той или иной робот. По мере развития сюжета, Сансиро узнаёт от обстоятельства прошлого, связанного с его отцом и роботами, и что индустрию пларестлинга контролирует злодей Дарсия, который намеревается создавать роботов в военных целях.

## Список персонажей
Сансиро Сугата (яп. 素形3四郎)
Сэйю: Сатоми Масима
Главный герой истории, владеет роботом Дзюомару (柔王丸), увлекается амбициозно пларестлингом и новичок в этом деле, из-за чего часто делает прежде, чем подумает и попадает порой в тяжёлые ситуации, по мере развития сюжета, Сансиро учится мыслить более рационально.
Кёко Фубуки (яп. 吹雪今日子)
Сэйю: Ариса Андо
Подружка Сансиро, занимается дзюдо и додзё. Энергичная, откровенная и склонна ругать Сансиро за его очередную ошибку. Работает в столовой, которую держит её семья и водит мотоцикл.
Сёта Ямагути (яп. 山口章太)
Сэйю: Норико Цукасэ
Лучший друг Сансиро, чья работа заключается в том, чтобы собирать полезную информацию о соперниках и их роботах-моделях. Очень нетерпеливый и часто делает поспешные выводы, но серьёзно относится с своей работе. Любит кокетничать.
Тэцуя Хасэгава (яп. 長谷川哲也)
Сэйю: Наоки Рюта
Механик Дзюомару, который отвечает за его состояние и периодически ремонтирует его или совершенствует. Отличный механик, может ремонтировать Дзюнмару даже в перерыве между раундами.
Синдзи Мурао (яп. 村尾伸次)
Канэто Сиодзава
Программист, отвечает за ручное управление Дзюомару. Очень хорош в своей работе, мыслит рационально и холодно в отличие от Сансиро и Сёты.
Кэнносукэ Сугата (яп. 素形健之介)
Сэйю: Хидэкацу Сибата
Дед Сансиро и мастер по дзюдо в местной школе. Хотя он показывает своё предвзятое отношение относительно того, что Сансиро увлекается пларестлингом, считая, что Сансиро должен заниматься дзюдо и однажды стать его преемником. Однако дед тайно следит за матчами внука, болея за него. В конце концов перестаёт давить на Сансиро и позволяет ему заниматься любимым делом.
Каору Сугата (яп. 素形薫)
Сэйю: Акико Иносэ
Мать Сансиро, хотя со стороны она кажется наивной, может рационально действовать, если нужно помочь Сансиро.
Матико Сугата (яп. 素形真知子)
Сэйю: Тиэко Хонда
Младшая сестра Сансиро. Весёлая девочка, которая поддерживает брата. Несмотря на свой возраст, она порой может давать логические замечания старшим.
Кэнъитиро Сугата (яп. 素形健一郎)
Отец Сансиро. Умер до основных событий, принимал в исследованиях в создании роботов, которые сейчас используются для пларестлинга. Он хотел, чтобы роботы служили во благо человечества, однако торговцы оружием намеревались заполучить роботов, чтобы сделать из них новое оружие в военных целях. В результате Кэнъитиро погибает в аварии при таинственных обстоятельствах. Сансиро намеревается продолжить дело отца.
Джос Дарсия
Главный противник Сансиро, безжалостный лидер, который манипулирует всеми соревнованиями пларестлинга во всём мире, финансируя их и по сути являясь официальном лицом. Намереваться на базе технологий роботов создать супер-солдат. Причастен к аварии, в которой погиб отец Сансиро. В конце концов выпускает на рынок роботов-солдат.
Бальестерос
Председатель всемирной ассоциации пларестлинга, приспешник Джоса и возглавляет её японскую ассоциацию. После того, как Гарсия стал производить роботов-солдатов он теряет интерес к пларестлингу и урезал бюджет японской ассоциации, что вызывает у Бальестреса чувство ярости и предательства и в финальной серии он решает лично помирится силами с Сансиро.
Шейла Мисти (яп. シーラ・ミスティ)
Сэйю: Ю Иноуэ
Таинственная женщина на мотоцикле, которая следила с Сансиро, постоянно подстраивала события и манипулировала людьми, чтобы заставить Сансиро потерять интерес с пларестлингу. Позже становится ясным, что она работала на Дарсию, так как тот обещал ей вылечить ноги брата, после того, как он покалечился, когда машина Гарсии врезалась в мотоцикл Шейлы. После обмана Дарсии, Шейла уходит от него и становится союзником Сансиро, обладает роботом-женщиной, похожей на фею.
Гэндо Куросаки (яп. 黒崎玄剛)
Сэйю: Такэси Ватабэ
Чемпион Японии по пларестлингу уже третий год в подряд, тем не менее его робот терпит поражение от Дзюомару из-за повреждения его робота. Это событие заставило Гэндо стать злейшим соперником для Сансиро. Тем нем менее наблюдая за проблемами Сансиро, он начинает относиться к нему более лояльно и становится союзником.